# Thury-Harcourt
Pour les articles homonymes, voir Thury et Harcourt (homonymie).
Thury-Harcourt est depuis le 1er janvier 2016 une commune déléguée au sein de la commune nouvelle du Hom (Thury-Harcourt-le-Hom depuis 2021), et une ancienne commune française, située dans le département du Calvados en région Normandie.
Elle est peuplée de 1 993 habitants.
Située dans la vallée de la rivière l’Orne, ses environs très vallonnés comme à Clécy, ou bien à la Roche d'Oëtre sont un contraste saisissant avec le plateau de Caen situé plus au nord. Cette Suisse normande, faite de collines, attire les visiteurs en raison des nombreuses activités sportives qui peuvent y être pratiquées.

## Géographie
La ville se situe à vingt-quatre kilomètres au sud de Caen, dans la vallée de l’Orne.

## Toponymie
Le nom de Thury est attesté sous les formes latinisées Torei vers 1000,Thureio vers la fin du XIIe siècle, Turium vers 1150, Tuirie,, Toireio, Toreio et Teireium vers 1200, Tuiriaci en avril 1249, Tureio entre juillet 1240 et mai 1262 (attesté au minimum 13 fois entre ces deux dates), Tureyo vers 1250,, Turiaci en août 1255, Tuireii en octobre 1256 et 1257 ou encore Thurie et Thureyo en 1317.
Ces formes anciennes sont semblables à celle des noms de type Tauriac, Thoiry, Thoré, Thorey, etc. toutes issues d'un anthroponyme gallo-roman Taurus ou Torus, suivi du suffixe -i-acum indiquant la propriété.
C'est ce nom de « Thury ! » (« Toirié ! ») que criaient Raoul Ier Tesson et ses suivants révoltés contre le pouvoir ducal à la bataille du Val-ès-Dunes et non point « Thor aïe ! » (« Thor aide ! ») selon une explication légendaire tenace. Raoul Tesson était effectivement seigneur de Thury et il était d'usage de crier le nom de son « enseigne » lors d'une bataille.
Le déterminant complémentaire Harcourt a été ajouté référence à Henry d'Harcourt qui tirait justement son titre du village normand de Harcourt (aujourd'hui dans le département de l'Eure).
Le nom ancien est Thury, mais le marquisat de Thury fut érigé en duché-pairie au bénéfice de Henry d’Harcourt, marquis de Thury sous le nom de « duché de Harcourt » en 1709, induisant une modification du nom.
Au cours de la période révolutionnaire de la Convention nationale (1792-1795), la commune reprit le nom de Thury.

## Histoire

### Seigneuries de Thury
Les seigneuries normandes de Thury, Dangu, Préaux, Ferrières, Tilly et Crèvecœur ont partagé un moment les mêmes seigneurs.
1- La famille Taisson/Tesson possède d'abord Thury depuis le XIe siècle au moins, puis par le mariage de Jeanne, fille de Raoul IV Taisson (lui-même fils de Jourdain Taisson) avec Robert IV Bertran, les Bertran de Bricquebec en héritent au XIIIe siècle, enfin les Bec Crépin au XIVe siècle, déjà sires de Dangu. L'héritière Blanche Crespin du Bec est dame de Thury et Dangu, qu'elle apporte à son mari Pierre II de Préau(l)x, † 1360 : ils sont les parents de Jean IV de Préaux (otage des Anglais en 1361 puis établi durablement en Angleterre, d'où postérité : les Preaulx) ; sa sœur Marguerite dame de Préaux, Dangu et Thury (épouse en deuxièmes noces de Jacques de Bourbon-La Marche seigneur d'Argies, d'où les Bourbon-Préaux sur deux générations jusqu'à Marie de Bourbon, la dernière des Bourbon-Preaulx, † sans postérité avant 1440) ; et leur sœur Yolande/Jeanne ci-dessous (mariée au seigneur Jean II de Ferrières, probablement Ferrières-Saint-Hilaire : c'est sans doute la branche française des Ferrers, et pas La Ferrière-Harang), qui sera finalement l'héritière des trois fiefs.
2- Avant de poursuivre, évoquons les seigneurs de Préaux/Preaulx : selon la tradition – contestée – un seigneur de Préaux, souche de la famille, serait Eudes (de Préaux ?), lieutenant de Guillaume le Conquérant, aidant celui-ci à asseoir sa conquête en Angleterre. En tout cas les seigneurs de Préaux ou Preaulx tiendront une place importante dans l'histoire de la Normandie et se trouveront mêlés aux conflits entre Anglais et Français.
Il faut distinguer cette famille normande des Préaulx de Touraine (Indre), même si on a essayé d'établir un lien hypothétique : un chevalier Guillaume-Raoul aurait reçu de Philippe Auguste le fief de Préaux (36) en remerciement de son courage à Bouvines (1214) ; serait-ce Guillaume († 1235) ci-dessous, ou son oncle Guillaume frère cadet de Jean Ier, ou encore un autre Guillaume – issu ou pas de la famille normande ? En fait, il s'agit sans doute de deux familles distinctes, dont les armoiries n'ont rien de commun : « De gueules à l’aigle d’or becquée & membrée d’azur » pour les Préaulx de Normandie, « De gueules au lion d'argent, armé, lampassé et couronné d'or, au chef d'argent chargé d'une vivre de sable » pour les Préaulx de Touraine.
Après deux Ingelran (Enguerrand) de Préaux, on trouverait une Heudeberge, fille d'Ingelran II, qui par son mariage avec Osbert II de Cailly fit passer Préaux vers le milieu du XIIe siècle dans la Maison de Cailly, d'où deux fils, Osbert III et Simon (la branche de ce dernier se trouverait installée en Angleterre au XIIIe siècle sous le nom de Cailly) ; Osbert III fut le père de Jean Ier (qui suit), Pierre (au service d'Henri II d'Angleterre, Richard Cœur de Lion et Jean sans Terre ; en 1204, il défendit la ville de Rouen assiégée par les troupes de Philippe Auguste mais dut se rendre au roi de France ; gardant toujours sa fidélité à Jean sans Terre, il devint Bailli des îles anglo-normandes, † 1212), Simon, Roger, Guillaume et Enguerrand.
Jean Ier de Préaux-Cailly († après 1213) eut pour fils Guillaume (Guillaume-Raoul ? ; † 1235), d'où Jean II, † 1303 < Pierre Ier, † 1311, x Yolande de Lusignan fille d'Hugues XI et de Yolande de Dreux-Bretagne < Jean III, † 1330, x Catherine fille de Jean II Malet de Graville < Pierre II de Préaux-Cailly, x Blanche Crespin du Bec, dame de Thury et de Dangu, vus plus haut.
3- La fille cadette de Blanche et Pierre II de Préaux, Yolande/Jeanne de Préaux ci-dessus, dame de Thury et Dangu en héritage de sa nièce Marie de Bourbon-Preaulx dans la deuxième moitié du XIVe siècle, épouse comme évoqué plus haut Jean II Gouvain baron de Ferrières, d'où la suite des sires de Thury, Dangu, Préaux et Ferrières. Leur fils Jean III de Ferrières, chambellan du roi en 1402, épouse Marguerite d'Harcourt (dame de Montfort-le-Rotrou, cousine germaine de Philippe d'Harcourt sire de Bonnétable et Vibraye, grand-père de Jacques d'Harcourt-Beuvron ci-après), d'où Charles < Jean IV, chambellan du roi en 1453, x 1449 Jeanne de Tilly, dame de Tilly-Boiss(e)y, de Crèvecœur-en-Auge et de Vibraye, † 1495 : d'où : < Marie de Ferrières, dame de Tilly-Boiss(e)y et de Thury en partie, femme de Jacques Ier d'Harcourt-Beuvron et arrière-petite-cousine de Jeanne de Tilly dame de Tilly-sur-Seulles : voir ci-dessous ; et ses frères Jean V (qui poursuit les barons de Ferrières et Montfort-le-Rotrou), et Guillaume de Ferrières (baron de Crèvecœur, Préaux, Dangu et de l'autre partie de Thury, père du baron Pierre et de Françoise de Ferrières épouse de Ferry II d'Aumont).
4- En effet, une part de Thury, avec Tilly, passe au XVe siècle aux d'Harcourt par le mariage en 1457 de Marie de Ferrières, ci-dessus, fille de Jean IV de Ferrières et Jeanne de Tilly de Boissy, avec son lointain cousin Jacques Ier d'Harcourt de Beuvron (fils de Girard d'Harcourt de Bonnétable de Tilly, lui-même fils de Philippe d'Harcourt x Jeanne de Tilly dame de Tilly-sur-Seulles ; Philippe d'Harcourt-Bonnétable était un fils cadet de Jean V comte d'Harcourt) : c'est l'origine de Thury-Harcourt, siège du duché d'Harcourt.
Alors que l'autre part de Thury, avec Dangu, Préaux et Crèvecœur, échoit aux d'Aumont vers 1500 par le mariage de Françoise de Ferrières ci-dessus, héritière de son père Guillaume et de son frère Pierre de Ferrières, avec Ferry II d'Aumont sire de Méru († 1525, fils de Jacques d'Aumont, donc frère de Jean V et grand-oncle du maréchal Jean VI d'Aumont), d'où Anne et Louise d'Aumont.
Anne d'Aumont, dame de Méru, Crèvecœur et Thury en partie, épouse Claude de Montmorency-Fosseux : les Montmorency-Fosseux conservèrent Crèvecœur et furent titrés marquis de Thury : < leur fils Pierre Ier, baron de Fosseuse (= Baillet-sur-Esche, un fief d'Orgemont) x Jacqueline d'Avaugour dame de Courtalain < Anne < Pierre II < François < Léon < Anne-Léon Ier < Anne-Léon II de Montmorency-Fosseux. Ils devinrent ducs de Montmorency en 1767 par le mariage d'Anne-Léon II avec la duchesse Charlotte-Anne-Françoise de Montmorency (des Montmorency-Luxembourg-Beaufort ; fille du duc Anne-François, arrière-petit-fils du maréchal François-Henri ci-dessous).
5- La sœur cadette d'Anne, Louise d'Aumont, dame de Méru, Préaux et Dangu, échange ces fiefs en décembre 1538 ou à l'automne 1554 avec le connétable-duc Anne de Montmorency (de la branche de Montmorency-Chantilly, cadette par rapport aux Montmorency-Fosseux et leur sous-branche de Montmorency-Bouteville-Luxembourg-Piney-Beaufort), dont la petite-fille Madeleine, fille de Guillaume de Montmorency-Thoré (frère cadet du duc Henri Ier de Montmorency et du duc Charles de Damville ci-dessous), transmet Dangu aux Luxembourg par son mariage avec Henri deuxième duc de Piney-Luxembourg, d'où Marie-Liesse († 1660), x duc Henri de Lévis-Ventadour († 1680 ; ci-dessous) ; et sa sœur aînée Marguerite-Charlotte († 1680) qui transmet Dangu et le duché de Piney-Luxembourg à ses deux maris : d'abord Léon d'Albert de Luynes (postérité éteinte en 1697 et duché de Piney assumé jusqu'en 1661), puis Charles-Henri II de Clermont-Tonnerre fils du comte Charles-Henri Ier < Madeleine-Charlotte duchesse de Clermont-Tonnerre et de Piney-Luxembourg (1635-1701), x le maréchal François-Henri de Montmorency-Bouteville, dit de Montmorency-Luxembourg.
La baronnie de Dangu connut alors des ventes : en mars 1640 ou 1641 à François Sublet de Noyers qui y meurt en octobre 1645 < son fils Guillaume est obligé de restituer Dangu aux Montmorency-Luxembourg par un arrêt du Parlement de Rouen de juin 1663 ; puis en juin 1714 à Louis-Guillaume Jubert de Bouville (1677-1741) < André † 1742 < le marquis Nicolas-Louis de Bouville ; et vente enfin en août 1781 par les Jubert de Bouville à Louis-Auguste Le Tonnelier de Breteuil, ministre de Louis XVI.
6- Quant à la baronnie de Préaux, elle fut héritée par le connétable-duc Henri Ier de Montmorency, fils du connétable Anne, frère aîné de Guillaume de Thoré ci-dessus et de Charles de Damville seigneur de Méru (sans postérité ; Méru alla ensuite à son frère Henri Ier de Montmorency et à son fils Henri II, puis aux Condé-Conti issus de Charlotte-Marguerite sœur d'Henri II), puis par les enfants d'Henri Ier de Montmorency : le maréchal-duc Henri II († 1632) et sa demi-sœur Charlotte de Montmorency († 1636 ; cousine germaine de Madeleine de Montmorency-Thoré dame de Dangu ; aussi demi-sœur de Charlotte-Marguerite princesse de Condé ci-dessus et sœur de Marguerite ci-dessous), qui transmit à son mari Charles de Valois, duc d'Angoulême et comte d'Auvergne, fils de Charles IX < duc Louis-Emmanuel < d'où les comtes d'Auvergne, ducs d'Angoulême et de Joyeuse, jusqu'à Marie-Françoise, † 1696.
À l'extinction des Valois-Angoulême-Auvergne en 1696, la succession de Préaux revient aux héritiers de la grand-tante de Marie-Françoise d'Angoulême, Marguerite de Montmorency (1577-1660 ; sœur de Charlotte, Charlotte-Marguerite et Henri II ci-dessus ; Marguerite avait épousé son cousin germain le duc Anne de Lévis-Ventadour († 1622 ; fils du duc Gilbert et de Catherine de Montmorency, sœur du connétable-duc Henri Ier, de Charles amiral-duc de Damville et de Guillaume de Thoré ci-dessus : trois des enfants du connétable-duc Anne) < Henri († 1680 sans postérité de sa femme Marie-Liesse de Piney-Luxembourg, ci-dessus) et son frère cadet Charles de Lévis († 1649), successivement troisième et quatrième ducs de Ventadour. Le fils du duc Charles de Lévis-Ventadour, le cinquième duc Louis-Charles († 1717), a pour fille Anne-Geneviève de Lévis-Ventadour († 1727), qui épouse Hercule-Mériadec de Rohan-Soubise : ils s'intitulent marquis de Préaux < leur petit-fils Charles de Rohan († 1787 ; le maréchal de Soubise, duc de Ventadour) < Charlotte de Rohan († 1760) x Louis V prince de Condé < Louis VI de Condé († 1830) < le duc d'Enghien († 1804). Au XIXe siècle encore, les héritiers des Rohan-Soubise et des Condés, dont le duc d'Aumale (héritier de son grand-oncle Louis VI de Condé), tentaient de remettre la main sur la forêt de Préaux après la Révolution...

### XIXesiècle
En 1801, la commune de Thury est renommée Thury-Harcourt.
En 1858, la commune de Saint-Bénin, située sur la rive gauche de l'Orne, est intégrée à la commune de Thury-Harcourt. Au dernier recensement (1856), cette commune comptait 180 habitants (contre 1101 à Thury-Harcourt la même année).
Le 15 mai 1873, la gare de Croisilles-Harcourt, située sur la ligne de Caen à Cerisy-Belle-Étoile (élément de l'axe Caen - Angers via Laval), est ouverte.

### Combats de 1944

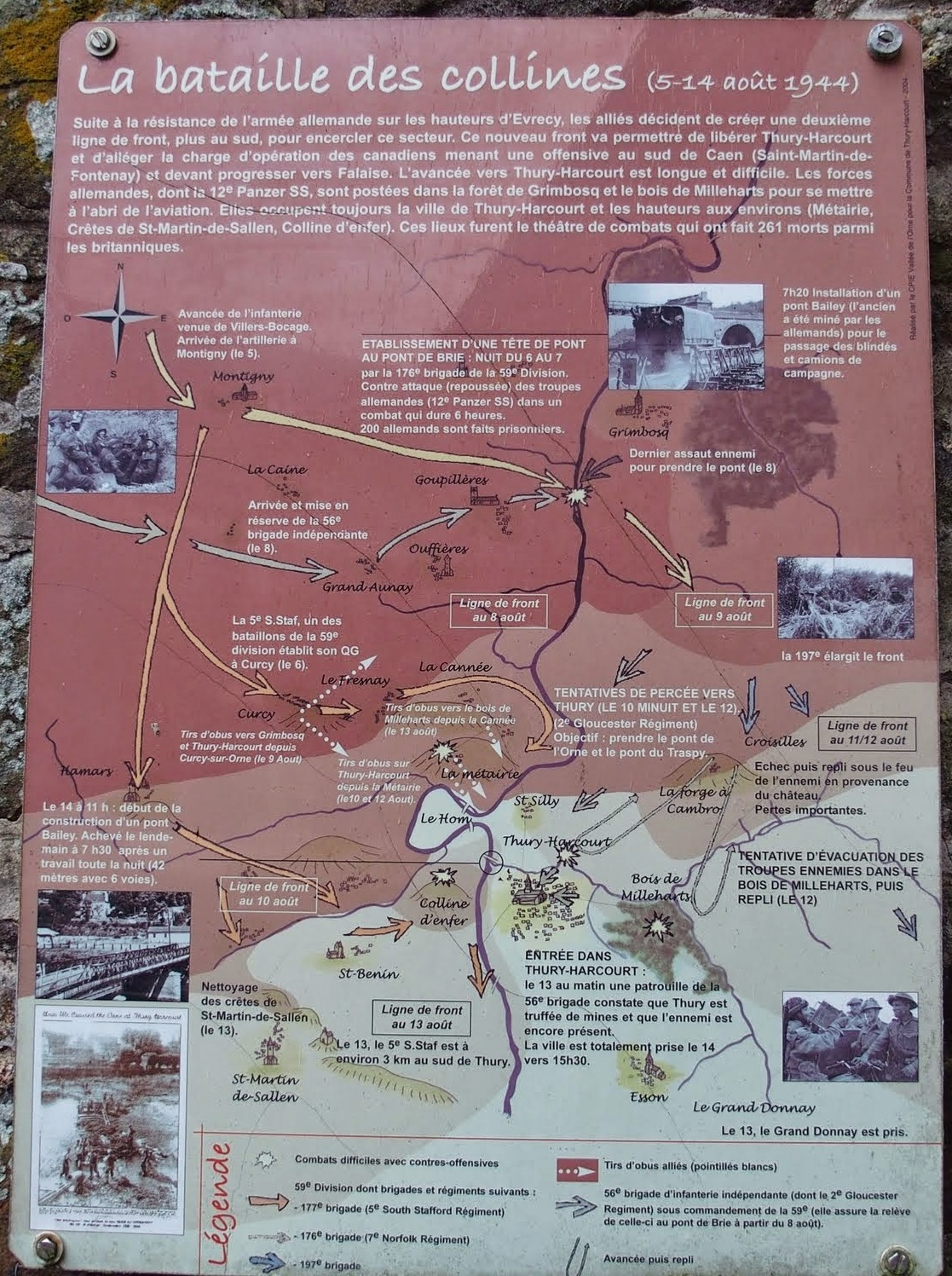
Descriptif cartographique de l'avancée des troupes alliées autour de Thury-Harcourt en août 1944 pendant la bataille de Normandie à la suite du débarquement.

En juin et juillet 1944, le bourg de Thury-Harcourt  est bombardé à plusieurs reprises par les Alliés, ce qui le détruit à environ 75 % .
Au début du mois d'août 1944, l'armée allemande, acculée par la supériorité aérienne et logistique des Alliés, tente une contre attaque à Mortain. Cette contre attaque s'avère un échec, ce qui amène les unités allemandes engagées, à se replier sur l'Orne, devenue la limite occidentale des positions allemandes. Le 10 août, les unités allemandes prennent position à Thury-Harcourt et aux alentours, afin de tenir les ponts sur l'Orne, rivière qui longe le bourg et traverse le parc du château. Le 13 août, au terme de combats acharnés, qui voient la mort de 261 soldats alliés, les Allemands amorcent leur retraite vers ce qui deviendra, plus à l'Est, la Poche de Falaise .
Avant leur départ, ils incendient le château, peu touché par les bombardements et les combats, et qui brûle entièrement.
La Flèche, dans la Sarthe est la ville marraine de guerre 1939-1945 de Thury-Harcourt , qui est reconstruite dans les années 1950 .

### Deuxième partie duXXesiècleetXXIesiècle
Par décret du 11 janvier 1950, une partie de la commune de Croisilles est rattachée à Thury-Harcourt. La partie actuelle de la commune en rive droite du ruisseau de Traspy est concernée. Sont ainsi incorporés la boucle du Hom, le hameau de la Longue-Raie, le hameau de Saint-Silly, le quartier de la Roche-Bouquet (ancien hameau de la Queue du Renard).

## Politique et administration

### Liste des maires
| Période                                  | Période       | Identité                                       | Étiquette | Qualité |
| ---------------------------------------- | ------------- | ---------------------------------------------- | --------- | --- |
| Les données manquantes sont à compléter. |               |                                                |           | |
| mai 1935                                 | 1954          | Richard Prentout                               | Rad.ind.  | Médecin Député du Calvados (1932 → 1936) Conseiller général de Thury-Harcourt (1928 → 1940) |
| 1954                                     | 1954          | Robert Gautier (1897-1979)                     | DVD       | Notaire Conseiller général de Thury-Harcourt (1947 → 1976) |
| 1954                                     | mars 1971     | Roger Bellair (1902-1973)                      |           | Pharmacien, maire honoraire Chevalier de l'ordre national du Mérite (1971) |
| mars 1971                                | mars 2001     | Jacques Gautier (1928-2014, fils du précédent) | DVD       | Notaire, maire honoraire Conseiller général de Thury-Harcourt (1976 → 2001) Président de la CC de la Suisse normande (1997 → 2001)                                                                                    |
| mars 2001                                | décembre 2015 | Paul Chandelier                                | DVD       | Retraité Conseiller général de Thury-Harcourt (2001 → 2015) Conseiller départemental du Hom (2015 → 2021) Vice-président du conseil général puis départemental Président de la CC de la Suisse normande (2001 → 2016) |

### Liste des maires délégués
| Période      | Période  | Identité         | Étiquette | Qualité |
| ------------ | -------- | ---------------- | --------- | --- |
| janvier 2016 | mai 2020 | Paul Chandelier  | DVD       | Retraité Conseiller départemental du Hom (2015 → 2021) Vice-président du conseil départemental (2015 → 2021) Président de la CC Cingal-Suisse Normande (2017 → 2020) |
| mai 2020     | En cours | Philippe Lagalle | DVD       | Ingénieur de l'armement, directeur général Maire de Thury-Harcourt-le-Hom (2016 → )                                                                                  |

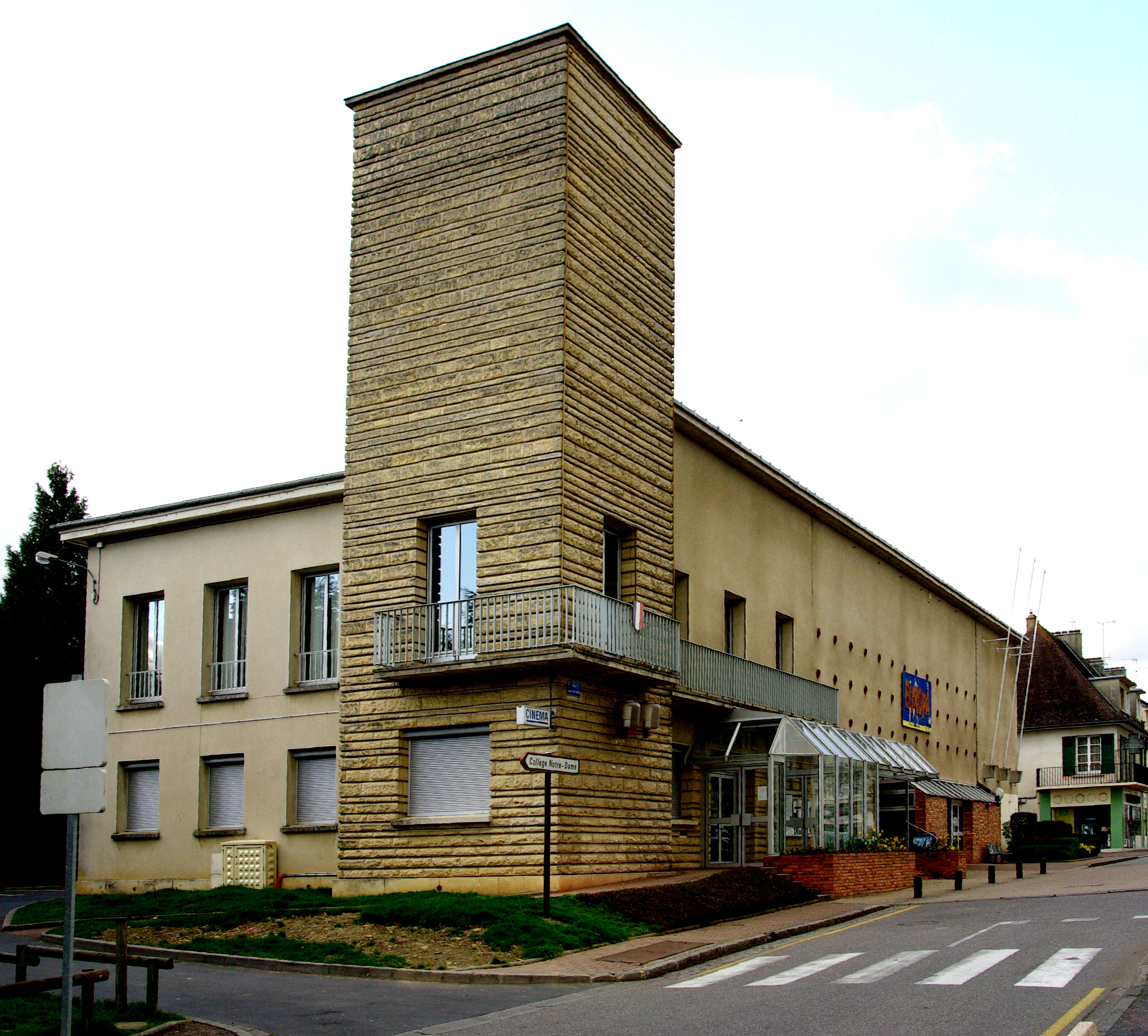
La mairie.

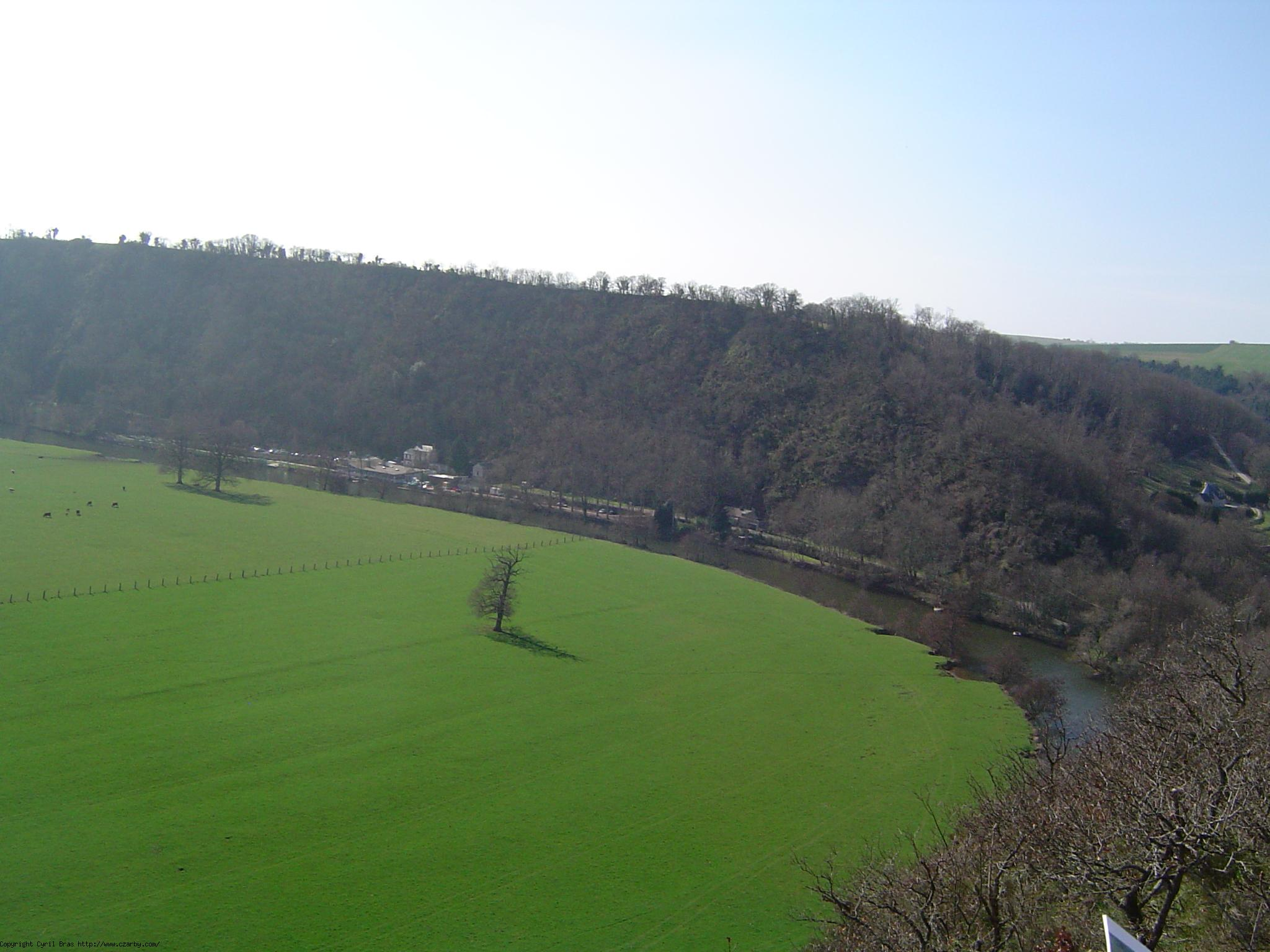
La vallée de l’Orne décrit une courbe en fer à cheval à proximité de Thury-Harcourt.

Le conseil municipal est composé de dix-neuf membres dont le maire et cinq adjoints.

## Démographie
En 2021, la commune comptait 1 993 habitants. Depuis 2004, les enquêtes de recensement dans les communes de moins de 10 000 habitants ont lieu tous les cinq ans (en 2005, 2010, 2015, etc. pour Thury-Harcourt) et les chiffres de population municipale légale des autres années sont des estimations.
| 1793  | 1800 | 1806 | 1821  | 1831  | 1836 | 1841 | 1846  | 1851  |
| ----- | ---- | ---- | ----- | ----- | ---- | ---- | ----- | ----- |
| 1 077 | 977  | 957  | 1 011 | 1 005 | 991  | 984  | 1 069 | 1 077 |

| 1856  | 1861  | 1866  | 1872  | 1876  | 1881  | 1886  | 1891  | 1896  |
| ----- | ----- | ----- | ----- | ----- | ----- | ----- | ----- | ----- |
| 1 111 | 1 310 | 1 280 | 1 479 | 1 190 | 1 137 | 1 161 | 1 124 | 1 113 |

| 1901  | 1906  | 1911  | 1921  | 1926 | 1931 | 1936  | 1946 | 1954  |
| ----- | ----- | ----- | ----- | ---- | ---- | ----- | ---- | ----- |
| 1 127 | 1 110 | 1 065 | 1 034 | 975  | 955  | 1 008 | 715  | 1 169 |

| 1962  | 1968  | 1975  | 1982  | 1990  | 1999  | 2005  | 2010  | 2015  |
| ----- | ----- | ----- | ----- | ----- | ----- | ----- | ----- | ----- |
| 1 191 | 1 190 | 1 363 | 1 586 | 1 803 | 1 825 | 1 813 | 2 022 | 2 017 |

| 2018  | - | - | - | - | - | - | - | - |
| ----- | - | - | - | - | - | - | - | - |
| 2 027 | - | - | - | - | - | - | - | - |

## Lieux et monuments

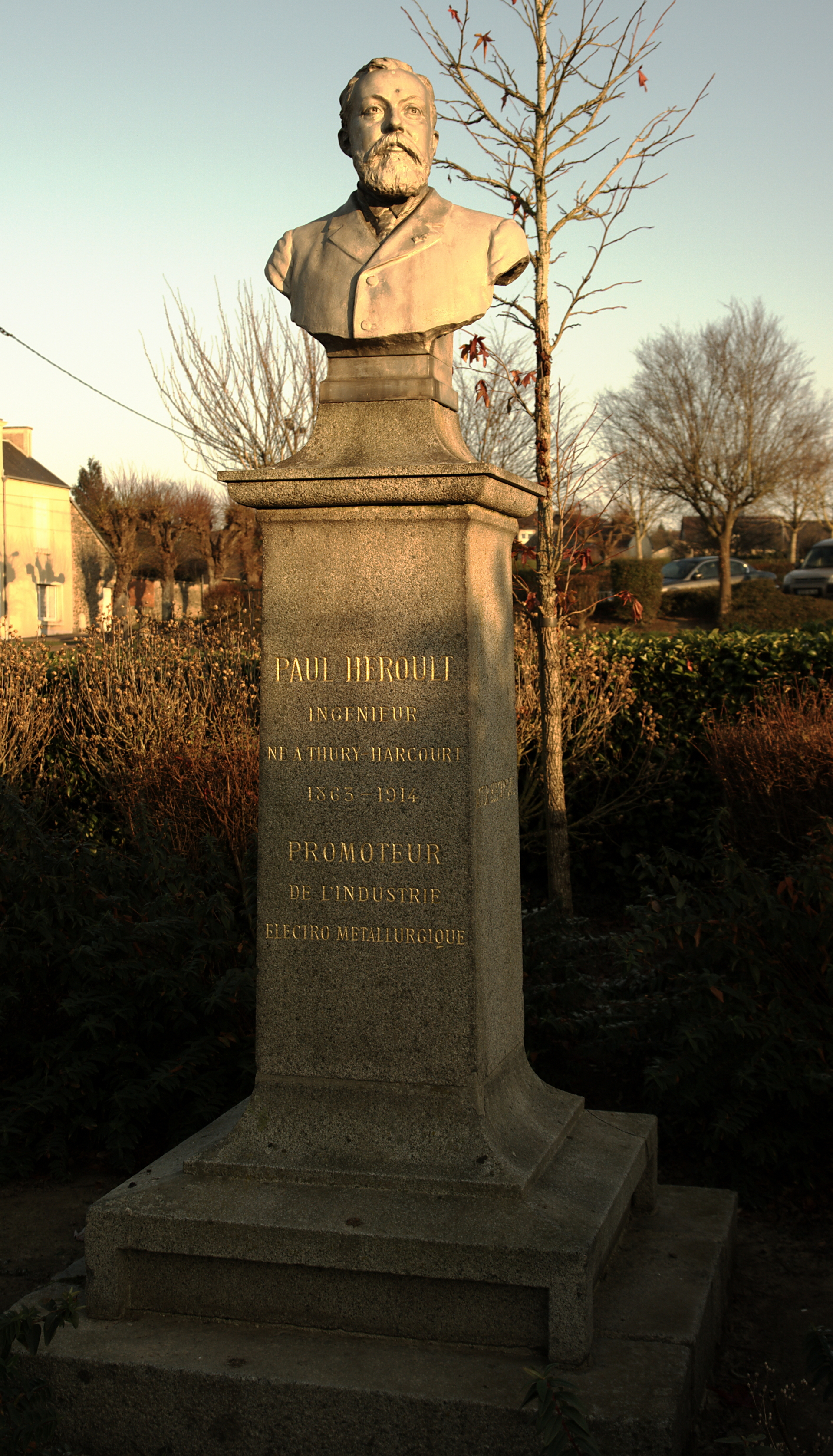
Buste de Paul Héroult.

- Parc et jardins du château des ducs d'Harcourt, autrefois considéré comme un des plus beaux domaines de France.

C'est en 1635 qu’Odet d'Harcourt édifie cette demeure sur les restes d'un château médiéval. Elle sera agrandie en 1714 et 1723.
Lors de son déplacement pour l'inauguration du Port militaire de Cherbourg, en juin 1786, le roi Louis XVI y fait étape.
Lors des combats qui suivent le débarquement allié en Normandie, pendant la Bataille de Normandie, le village est bombardé une première fois le 30 juin 1944. Le château est épargné. Après des combats acharnés contre la 59e division britannique du 13 au 14 août 1944, l'occupant évacue le bourg et incendie le château qui n’avait que peu souffert auparavant. Avec cet édifice ont disparu une grande partie des archives de la Normandie, une bibliothèque de près de 15 000 ouvrages, de nombreux tableaux de famille et un mobilier de grande valeur.
Il ne reste aujourd'hui que le pavillon central, la chapelle et les dépendances  de ce monument qui comptait 264 fenêtres.
Voir la page château d'Harcourt (Thury-Harcourt).
- L'église Saint-Sauveur, romane, du XIIe siècle, est un monument situé au centre du bourg, il a souffert des bombardements de l’été 1944. Seule subsistait la nef. Sauvée de la destruction lors de la reconstruction, l’église est aujourd’hui restaurée à l’image de ce qu’elle était avant guerre.
- Le buste de Paul Héroult. Il est situé dans le parc entre la rue Paul Héroult, la rue de Falaise et la rue du Champ de Foire. Sous le régime de Vichy, il est démonté et fondu, dans le cadre de la mobilisation des métaux non ferreux. Un buste de remplacement en pierre est installé sur le piédestal.
- La gare qui fut aussi détruite pendant l’été 1944, a été reconstruite dans les années 1950. La ligne de transport des passagers a été ouverte en 1873 et fermée en 1971. Le transport de marchandises a été arrêté en 1983. Un train touristique reliant Louvigny (près de Caen) à Clécy a circulé avec succès de 1991 à 1994.
- Village de Saint-Benin rattaché à Thury-Harcourt en 1858. Église romane des XIIIe et XIVe siècles. Le chœur de style ogival est en bon état de conservation, mais la nef a disparu dans un incendie au XIXe siècle. Construction en calcaire et schiste. Toiture en bâtière, sommet surmonté d’une croix de pignon. La tour clocher est soutenue par quatre piliers du XIIIe siècle ornés de motifs dits à godrons. Ils représentent des visages humains. Les oiseaux s’entremêlant rappellent les motifs des livres d’enluminures.
- Le cimetière situé dans le Boulevard Champs Sainte-Catherine.
- Le calvaire avec le Christ, la vierge Marie et l'apôtre Jean, sur la départementale 6.
- Le monument aux morts des deux guerres mondiales à côté de l'église.

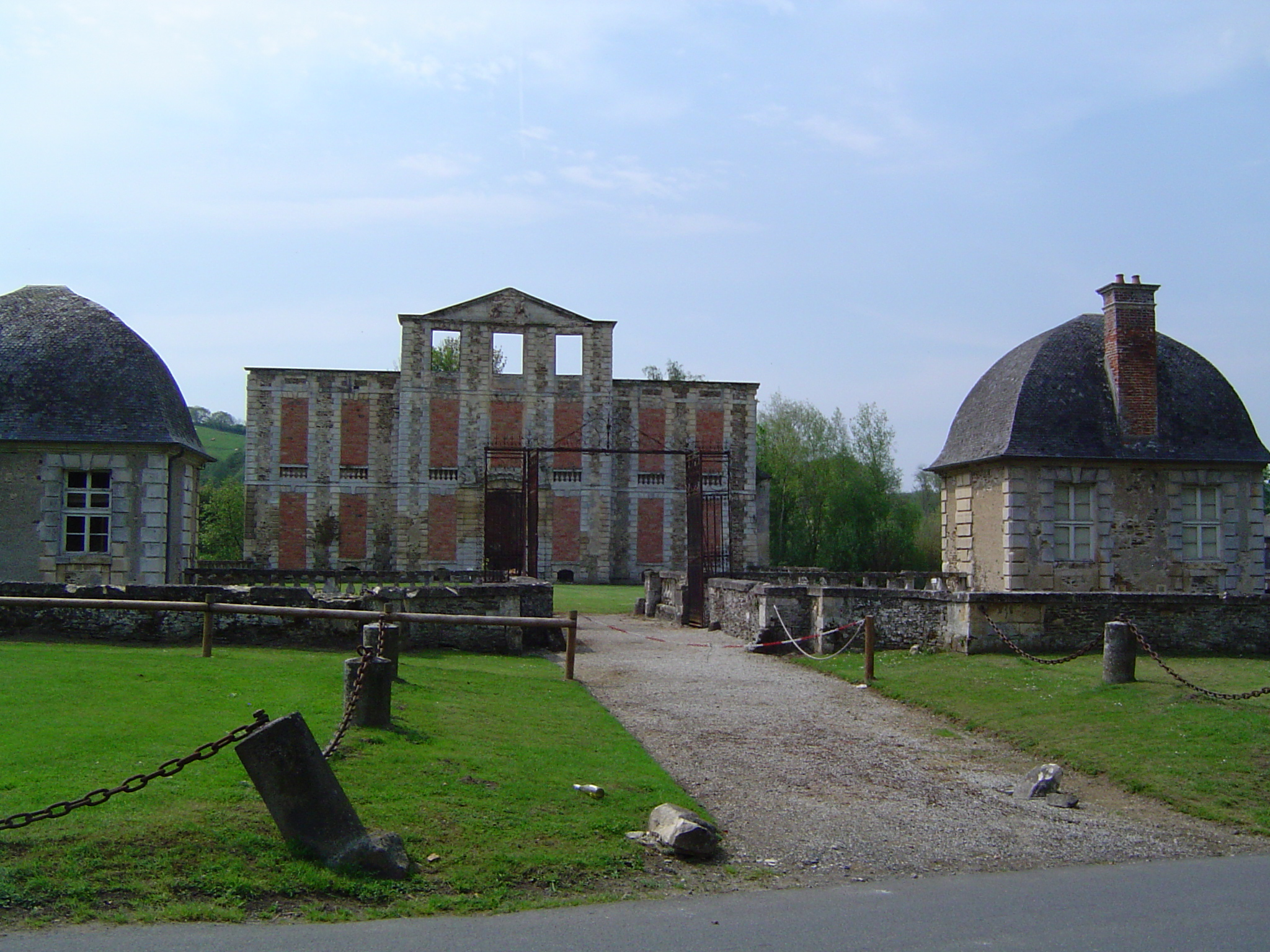
La façade du château de Thury-Harcourt.
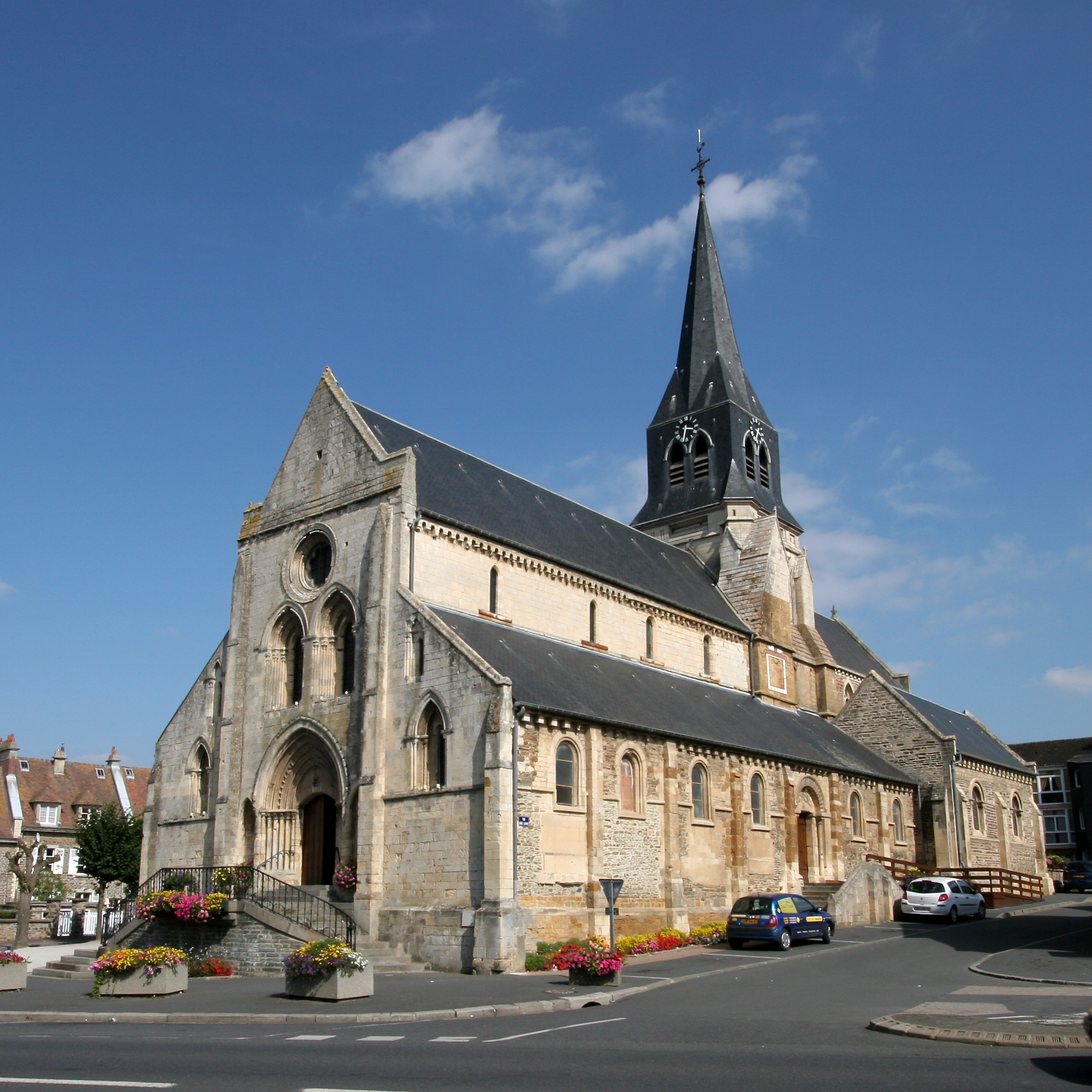
L'église Saint-Sauveur.
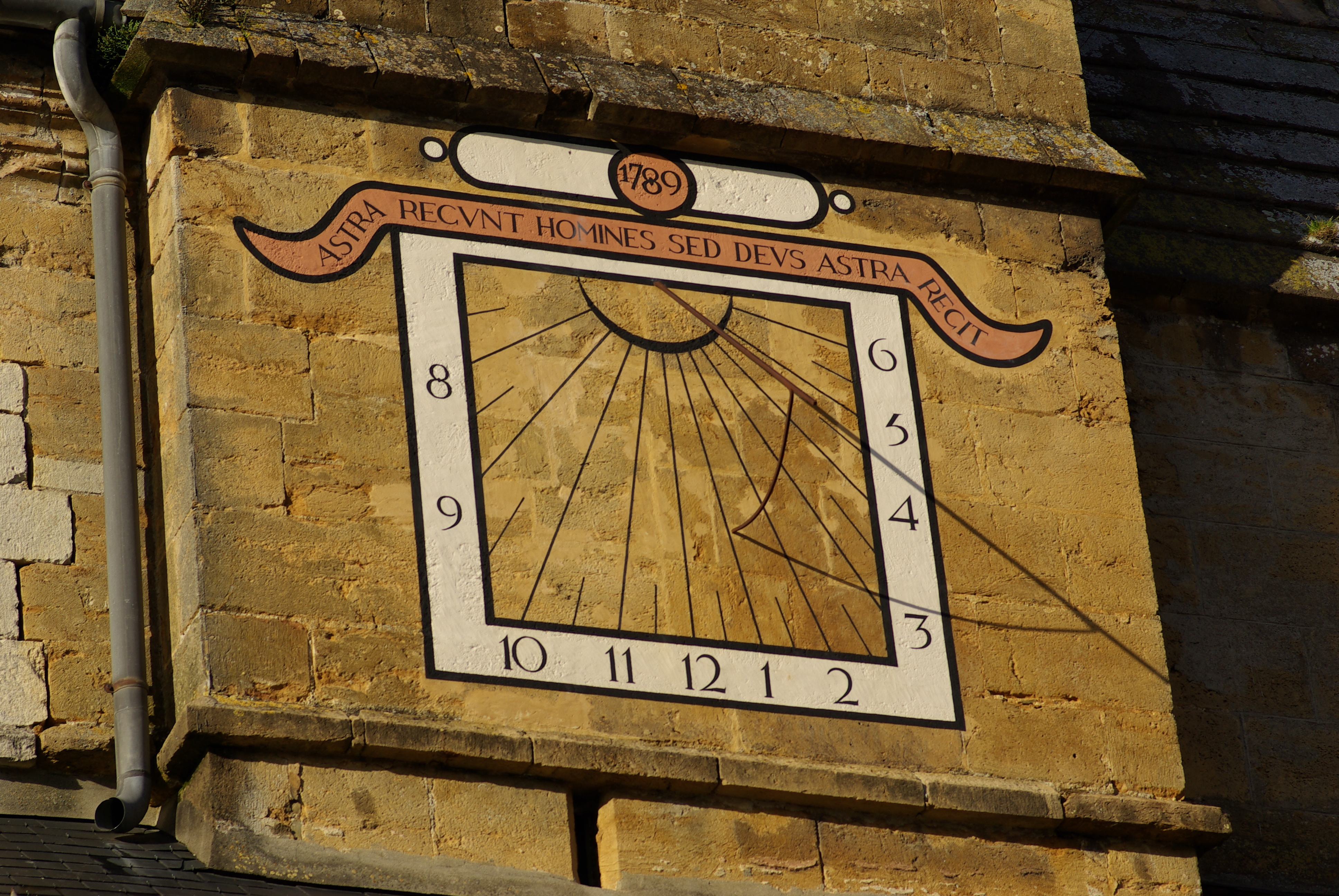
Le cadran solaire du clocher de l'église Saint-Sauveur.
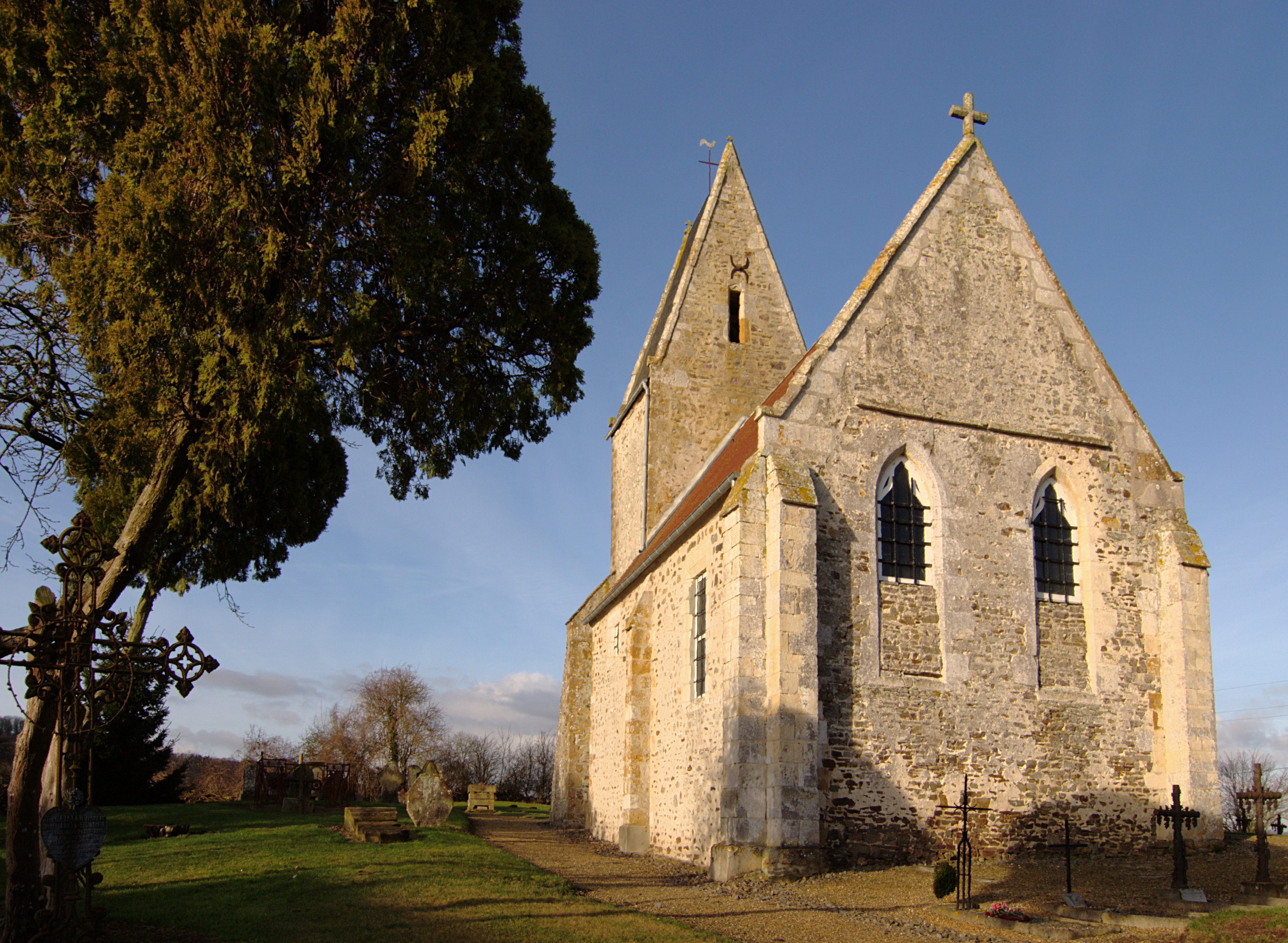
L’église de Saint-Benin.
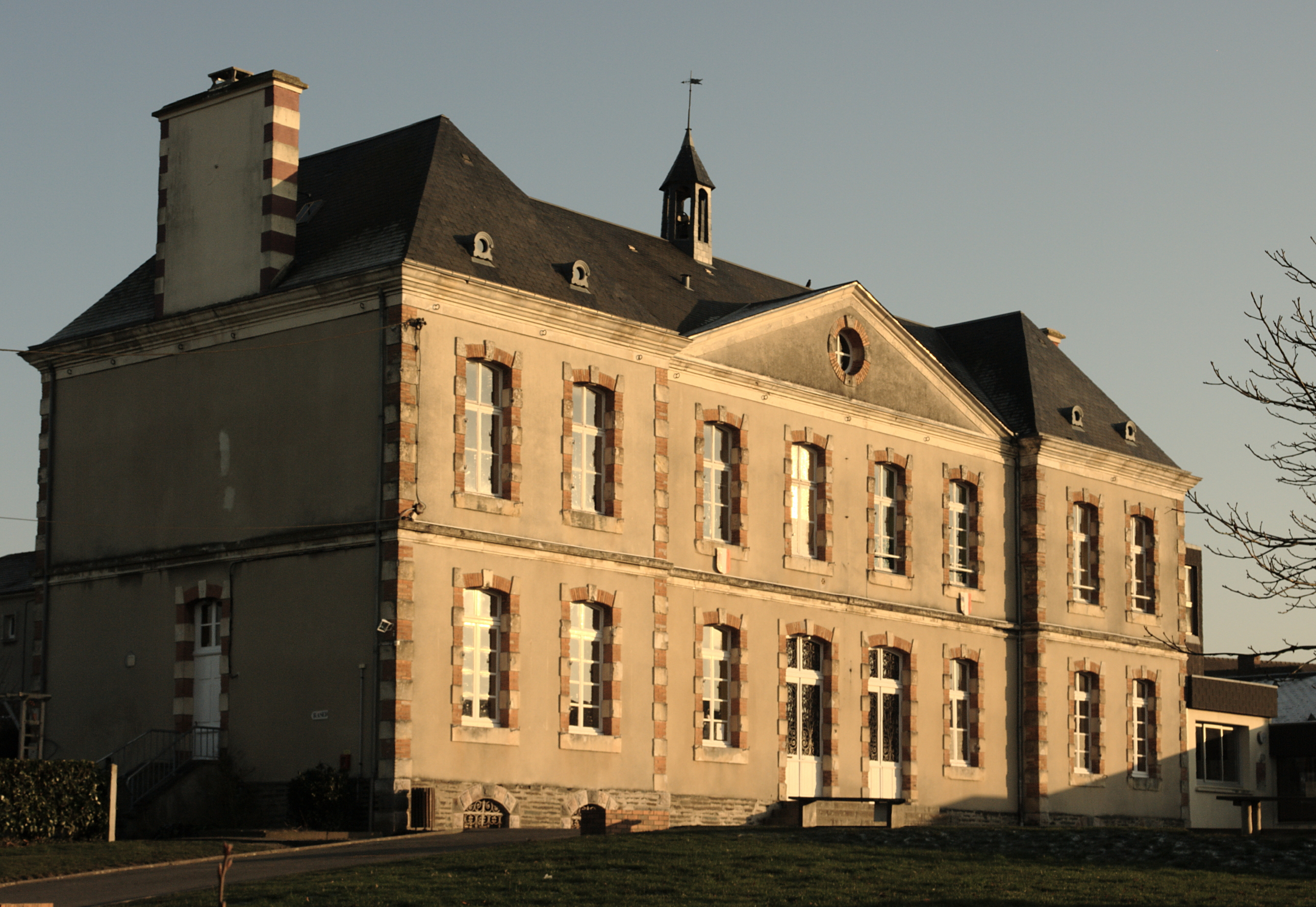
L’école publique Paul Héroult.
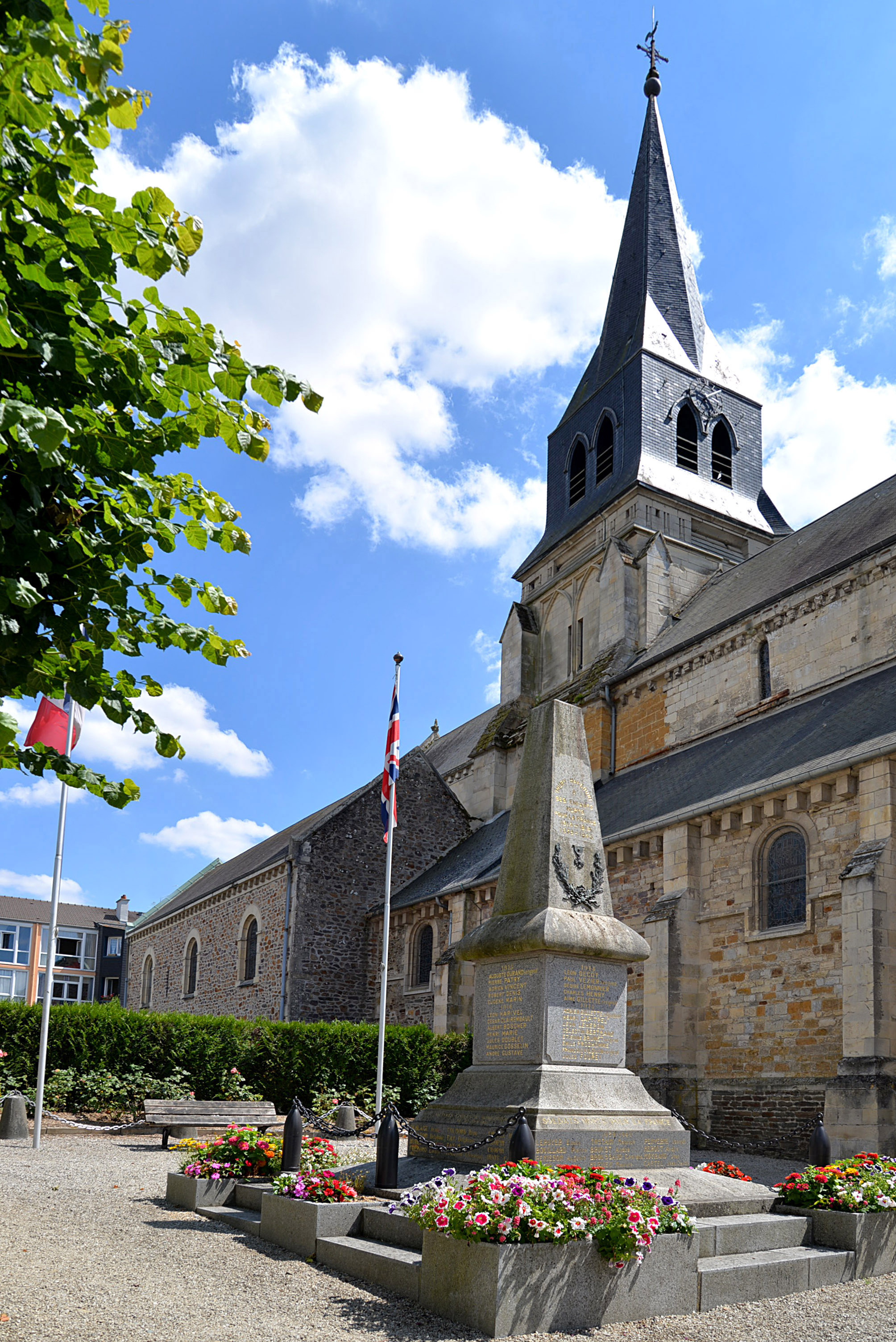
Le monument aux morts.

## Activité culturelle et manifestations
Deux événements majeurs autour du kayak-polo se sont déroulés au plan d'eau du Traspy. Du 12 au 16 septembre 2007, la ville accueille les Championnats d'Europe kayak-polo. Sept ans plus tard, du 24 au 28 septembre 2014, ce sont les Championnats du monde qui y ont lieu.

## Personnalités liées à la commune
- Les ducs d’Harcourt
- Raoul Tesson, (1150-1213) vicomte de Saint Sauveur, Seigneur de Thury et de la Roche Tesson, Sénéchal de Normandie.
- Pierre Gringore (1475-1539), poète officiel de Louis XII
- Jean Lesueur (1598-1668), prêtre de la paroisse qui accompagna les quelques familles de la région dans leur migration vers le Canada. Il fut le premier prêtre séculier de la Nouvelle-France.
- Famille Legardeur
  - Pierre Legardeur (1600-1648), général de la flotte et directeur des embarquements pour la Nouvelle-France.
  - Charles Legardeur de Tilly (vers 1616-1695), frère du précédent, commerçant, gouverneur de Trois-Rivières (Canada).
  - Jean-Baptiste Legardeur de Repentigny (1632-1709), fils de Pierre Legardeur, premier maître de Québec.
- Paul Héroult (1863-1914), inventeur de l’électrométallurgie de l’aluminium (1886) et du four électrique (1900).
- Maurice Delaunay (1901-1995), homme politique, député du Calvados 1936-1940.

## Héraldique
| Blason de Thury-Harcourt | Blason  | De gueules aux deux fasces d'or. |
| Blason de Thury-Harcourt | Détails |                                  |